# Phoradendron olae
Phoradendron olae är en sandelträdsväxtart som beskrevs av J. Kuijt. Phoradendron olae ingår i släktet Phoradendron och familjen sandelträdsväxter. Inga underarter finns listade i Catalogue of Life.